# آغ چای
رود آغ چای رودی دائمی است که از ارتفاعات شهرستان چالدران در مرز ایران و ترکیه سرچشمه گرفته و پس از عبور از دره قره دره و دریافت آب مناطق زرآباد خوی از روستای بسطام وارد دشت چایپاره شده و پس از آبیاری این دشت در روستای مراکان به رود قطورچای می‌پیوندد. در ادامه مسیر و طی دره‌ای عمیق به رود ارس می‌ریزد. ریزشگاه این رود به رودخانه ارس مرز استانهای آذربایجان غربی و شرقی می‌باشد. رود آقچای رودی است نسبتاً پرآب که در منطقه مارکان از آب این رود برای کشت برنج نیز استفاده می‌گردد.
بر روی این رود سدی بزرگ در ۴۲ کیلومتری شمال غربی شهرستان خوی و در مسیر جاده خوی – حمزیان برای انتقال آب آن به دشت‌های قره ضیاالدین و نازک با هدف بهبود و توسعه زمین‌های این دشت‌ها، کنترل سیلاب رودخانه، رفاه بیشتر کشاورزان منطقه و جلوگیری از مهاجرت آنان و ایجاد حقابه در داخل کشور پیش از ریزش آب آقچای به رود مرزی ارس احداث گردیده است.